# Archäologisches Hegau-Museum

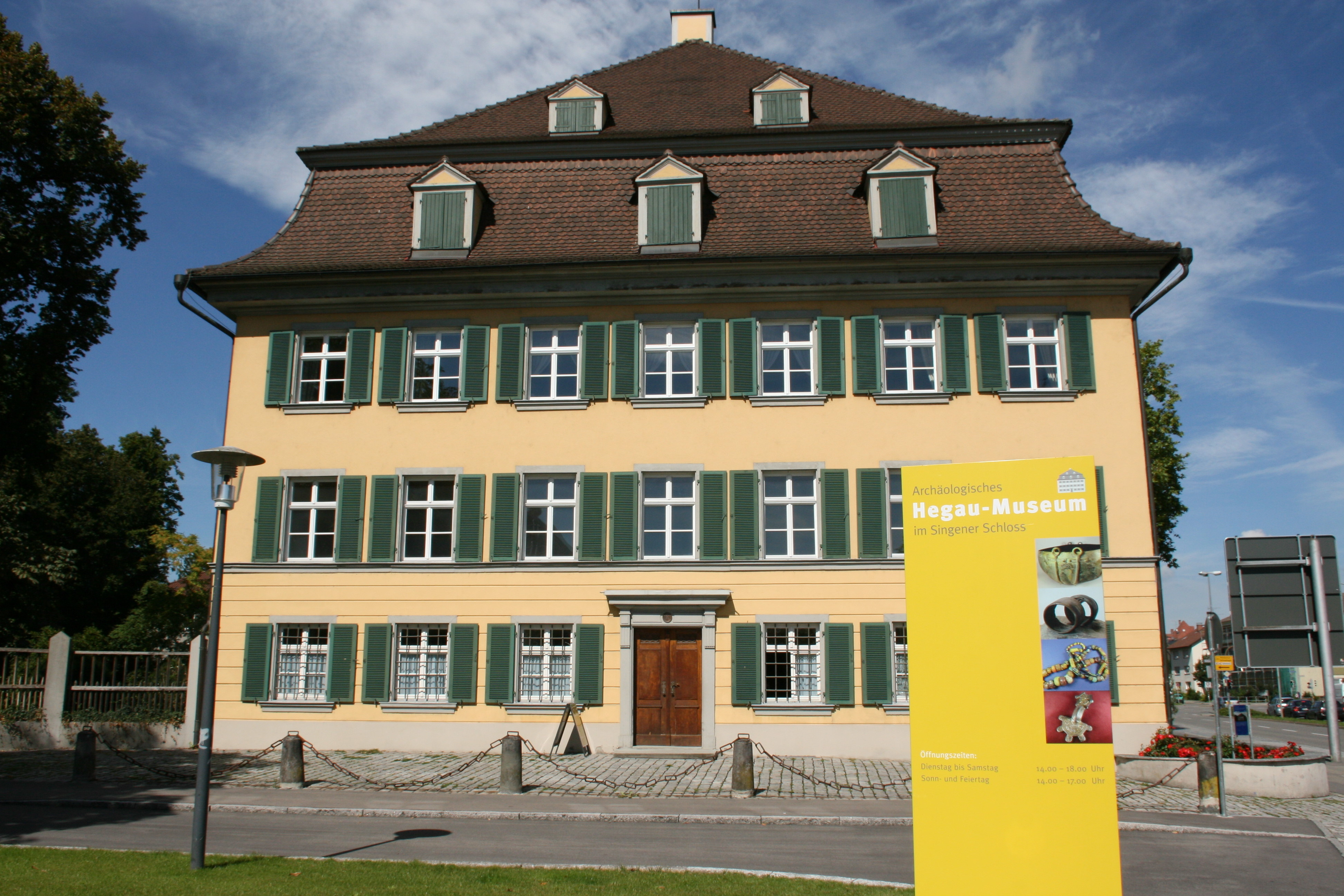
Hegau-Museum im Schloss Singen

Das Archäologische Hegau-Museum ist ein archäologisches Museum in der baden-württembergischen Stadt Singen (Hohentwiel) in Deutschland.
Es zeigt die 15.000 Jahre lange Entwicklung von Mensch und Umwelt von der letzten Eiszeit des Paläolithikums bis in das Frühmittelalter. Das Museum, eine Einrichtung der Stadt Singen, ist im historischen Schloss Singen untergebracht.

## Sammlung

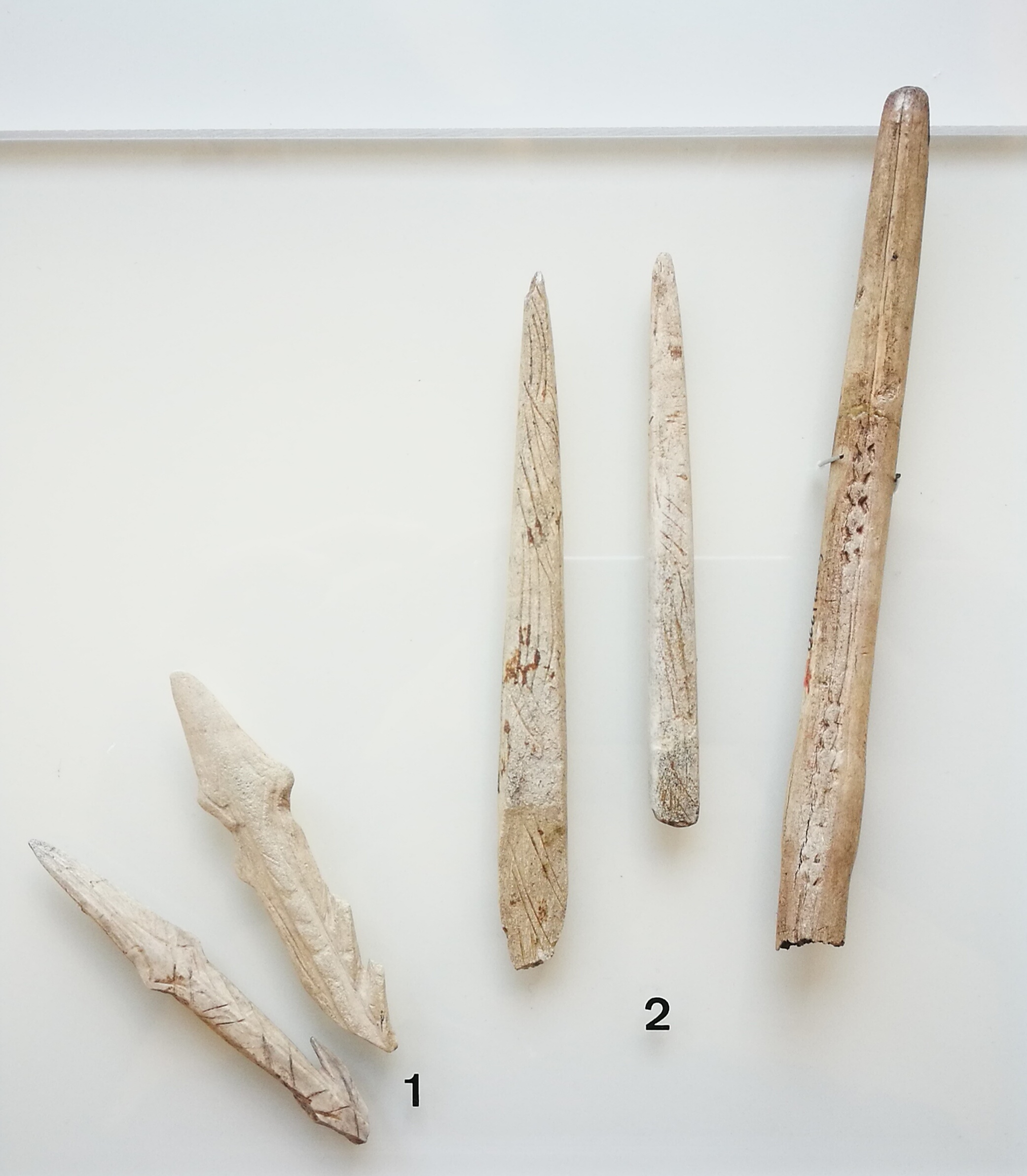
Harpunen (1) und Speerspitzen (2) aus der Steinzeit, gefunden in Engen, ca. 14.000 v. Chr.

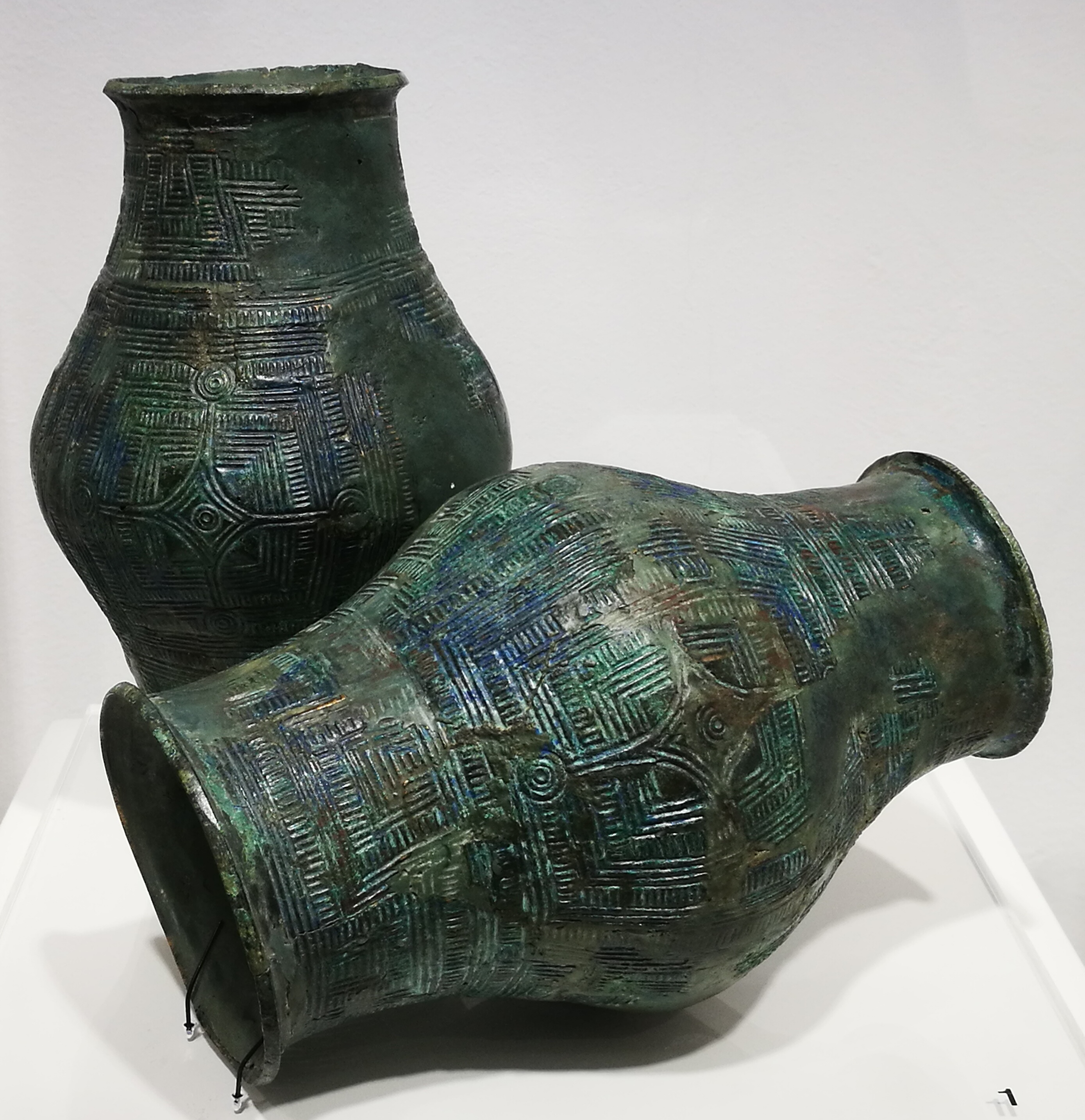
Tonnenarmreifen aus der Bronzezeit, gefunden in Mauenheim, ca. 500 v. Chr.

Das Museum geht auf den Singener Apotheker Albert Funk zurück, der seit 1925 archäologische Ausgrabungen durchführte und die zum Teil spektakulären Funde dokumentierte und sammelte.
Seine Mineralien-, Fossilien- und Schmetterlingssammlung sind in einem Kellerraum ausgestellt. Seit 1951 wird die archäologische Sammlung in den Räumen des Singener Schlosses öffentlich ausgestellt. Ergänzt durch Leihgaben des Landes Baden-Württemberg präsentiert das Museum in 13 Räumen die Ur- und Frühgeschichte in Südwestdeutschland. Das Museum bietet außerdem ein umfangreiches museumspädagogisches Angebot für Kinder und Schulklassen.
Die Präsentation der Sammlung ist in mehrere Zeitabschnitte gegliedert:

### Steinzeit
Vor 15.000 Jahren kamen altsteinzeitliche Jäger und Sammler immer wieder in den Hegau. Eine herausragende Fundstelle ist die Petersfelshöhle bei Engen. Viele der dort ausgegrabenen Funde sind im Hegau-Museum zu sehen. Die Jungsteinzeit wird unter anderem durch Funde aus Hilzingen repräsentiert. Mindestens sechzehn Langhäuser wurden dort von Bauernfamilien bewohnt. Deren Hinterlassenschaften machen deutlich, wie Ackerbau und Viehzucht die Lebenswelt der Menschen veränderten.

### Bronzezeit
Der Umgang mit Metall war für die Menschheit eine wichtige Entdeckung. Kupfer und Bronze waren die zuerst verwendeten Metalle. In der Singener Nordstadt wurden sehr frühe Belege für diesen Kulturwandel entdeckt, die Fachwelt spricht von der Singener Kultur. Die im Hegau-Museum gezeigten Atlantischen Dolche sind dafür herausragende Zeugnisse. Zahlreiche Gräber der darauf folgenden Jahrhunderte belegen mit ihren Beigaben aus Metall und Keramik den anhaltenden Wohlstand.

### Eisenzeit
Das Museum zeigt viele Funde aus der Epoche der Kelten, die mit beiden Unterabschnitten, der Hallstattzeit und der Latènezeit, in der Ausstellung vertreten ist. Den Beginn macht das sogenannte Singener Schwert, einer der ersten Eisenfunde in Süddeutschland. Darüber hinaus ist für die Eisenzeit besonders die Alb-Hegau-Keramik wichtig, die ebenfalls im Hegau-Museum zu sehen ist.

### Römische Kaiserzeit
Der Arm Roms reichte auch bis in den Hegau. Viele römische Gutshöfe sind hier bereits ausgegraben oder zumindest nachgewiesen. Der Römische Gutshof von Büßlingen wurde vollständig untersucht. Bauteile der römischen Unterfußbodenheizung einer sogenannten Hypokaustenheizung, Keramik, Schmuck, Werkzeuge und ein damals versteckter Münzschatz sind im Hegau-Museum zu sehen.

### Alamannen des Frühmittelalters
Die Alamannen waren die Gründer zahlreicher südwestdeutscher Städte und Dörfer. In Singen wurde auf dem Bahnhofsvorplatz ein alamannischer Friedhof ausgegraben. Die schönsten Grabbeigaben sind im Hegau-Museum ausgestellt. Außergewöhnlich ist sicher das Inventar des Grabes einer adligen Dame aus Güttingen: Ketten mit Millefioriperlen, Gefäße, Goldschmuck und eine koptische Schale, die den Weg aus Ägypten in den Hegau gefunden hat.

## Ehemalige Bibliothek
Die ehemalige Bibliothek des Hegau-Museums bildete 1955 bei der Gründung der Hegau-Bibliothek zusammen mit den Beständen des Stadtarchivs den Grundstock.